# 松浦周吉
松浦 周吉（まつうら しゅうきち、1930年（昭和5年）1月6日 - 2019年（平成31年）1月5日）は、日本の合唱指揮者。関西地方を拠点に活動した。

## 経歴
関西学院大学経済学部卒業。在学中は関西学院グリークラブに在団し、学生指揮者を務める。1950年（昭和25年）の第3回全日本合唱コンクール全国大会一般部門に同団を指揮して出場、翌年の第4回全日本合唱コンクール全国大会大学部門と連続優勝を果たす。
大学卒業後の1952年（昭和27年）に大和銀行（現・りそな銀行）に入行、同年に行員たちを集めて大和銀行合唱団（現・りそな合唱団）を結成し指揮者に就任した。1954年（昭和29年）の第7回全日本合唱コンクール全国大会職場部門に同団を指揮して初出場で第4位、1959年（昭和34年）の第12回以後全国大会の常連となり、1962年（昭和37年）の第15回から3年連続優勝。1977年（昭和52年）の第30回から8年連続金賞。1983年（昭和58年）の第36回、翌年の第37回と2年連続でコンクール大賞。
全日本合唱コンクール全国大会において通算21回の優勝・金賞を受賞。ほか関西を中心に広く大学・一般合唱団の指導に携わり、大阪府合唱連盟理事長、全日本合唱連盟監事などを歴任した。1998年（平成10年）長井賞、2001年（平成13年）和泉市文化功労賞受賞。

## 音楽・エピソード
第4回全日本合唱コンクールで関西学院グリークラブは前年の一般部門からこの年新設された大学部門に移ることとなり、それまで別部門で棲み分けをしてきた同志社グリークラブと関西大会で直接対峙することとなり、関西代表の1枠を巡って両団が毎年鎬を削る時代の幕開けとなった。この関西大会は松浦の指揮する関西学院が1位、多田武彦の指揮する京都大学男声合唱団が2位、日下部吉彦の指揮する同志社が3位と、後の合唱界を支える面々が顔をそろえることとなった。
大和銀行ではヘンデル、メンデルスゾーン、ブラームス等世界の大作曲家を好んで取り上げた。「とくに私はドヴォルザークとハイドン、モーツァルトが好きで、よくやりました。」「昭和五十年代は全部ミサ曲をやったんです。言葉が同じですから。シードになった翌年は支部大会のあとに本格的に人を集めて練習を始めるんですから、ミサだったらすぐできるわけです。」。上述の経歴から堅物と思われがちであったが、全日本合唱連盟の役員に就任した際のあいさつでは「銀行に在職しておりますが堅い人間ではありません」と述べている。一方古株の団員は「松浦さんはテンポにもこだわりをもっておられ、メトロノームを片手に、納得いくまで楽譜をみながら空振りをしておられた姿をいまでも思い出します。当然練習でもテンポには厳しく、私たち年長組は"インテンポの松浦"と敬意をこめてよんでいました。」と述懐する。
関西の職場合唱団の雄として大和銀行は君臨し続け、同時代の合唱人もその演奏に感服した。大和銀行が3年連続優勝の翌年、招待演奏となり、更にその翌年（1966年）も優勝を果たしたとき、日下部は「招待演奏の次の年も一位になった団体は関学のグリーと大和銀行だけや」「だいたい招待演奏をした後はガタッとくずれるか、もうそれで解散するか（笑）-私がやっていたクローバークラブなんで、まさにその方ですね」と舌を巻き、2年連続のコンクール大賞を獲得したとき審査員だった皆川達夫は「あのころ松浦さんは燃えていましたね、大和の全盛期でした。」と述べ、1985年（昭和60年）の第38回で大和銀行が銀賞に終わったとき（金賞は三菱商事コーラス同好会）、関西で競い合った浅井敬壹は「私たち住友金属のライバルは、ただひたすら大和銀行と思っていましたので、大和以外が出てこられては困るんです。（笑）ところが三菱さんがすばらしい演奏をなさったということをききまして、そうなると私たちはすぐに来年のことを考えるんですね。（大和・住友ともシードを失ったために）来年は支部大会で大和と戦わなければならない、これは負けるだろうなと思っておりましたら、予定どおり負けましたね。（笑）」と述懐している。